# 裸瓣小白巢蛾
裸瓣小白巢蛾（学名：Thecobathra partinuda）为巢蛾科小白巢蛾屬下的一个种。